# Evert Nyberg
John Evert Nyberg, född 28 februari 1925 i Göteborg, död 17 augusti 2000 i Örgryte församling, var en svensk idrottsman (långdistanslöpare). Han tävlade för Örgryte IS.
Nyberg vann SM-guld på 5 000 meter år 1946 och 1956, på 10 000 meter år 1955 samt i maraton år 1955, 1957, 1962 och 1963. Han deltog i tre olympiska spel. Vid OS 1948 deltog han på 5 000 meter men bröt i finalen. Vid OS 1956 och 1960 sprang han maraton och kom på åttonde respektive 58:e plats.
Evert Nyberg är gravsatt i minneslunden på Stampens kyrkogård i Göteborg.